# گوروگاله الا
گوروگاله الا (به لاتین: Gurugalle Ella) یک منطقهٔ مسکونی در سری‌لانکا است که در استان مرکزی (سری‌لانکا) واقع شده‌است.